# Mohamed Al-Mashaiji
Mohamed Al-Mashaiji (7 de marzo de 1991) es un deportista omaní que compite en atletismo adaptado. Ganó una medalla de bronce en los Juegos Paralímpicos de Tokio 2020, en la prueba de lanzamiento de peso (clase F32).

## Palmarés internacional
| Juegos Paralímpicos | Juegos Paralímpicos | Juegos Paralímpicos | Juegos Paralímpicos |
| Año                 | Lugar               | Medalla             | Prueba              |
| ------------------- | ------------------- | ------------------- | ------------------- |
| 2020                | Tokio (Japón)       | Medalla de bronce   | Peso F32            |